# 6244 Okamoto
6244 Okamoto eller 1990 QF är en asteroid i huvudbältet som upptäcktes den 20 augusti 1990 av den japanska astronomen Tsutomu Seki vid Geisei-observatoriet. Den är uppkallad efter den japanske läraren Hiroshi Okamoto.